# Gwiazda spadająca za dnia
Gwiazda spadająca za dnia (jap. ひるなかの流星 Hirunaka no ryūsei) – manga napisana i zilustrowana przez Mikę Yamamori. Manga ukazywała się w magazynie Margaret od 2011 do 2014 roku. 
Na podstawie mangi powstał w 2017 roku film live action. 
Stworzona została także limitowana seria ubrań inspirowana ubraniami noszonymi przez postaci z mangi.
W Polsce seria została zlicencjonowana przez wydawnictwo Waneko.

## Bohaterowie
- Suzume Yosano (jap. 与謝野 すずめ Yosano Suzume)
- Satsuki Shishio (jap. 獅子尾 五月 Shishio Satsuki)
- Daiki Mamura (jap. 馬村 大輝 Mamura Daiki)
- Yuyuka Nekota (jap. 猫田 ゆゆか Nekota Yuyuka)
- Nana Kameyoshi (jap. 亀由 奈々 Kameyoshi Nana)
- Monika Tsurutani (jap. 鶴谷 モニカ Tsurutani Monika)
- Manabu Inukai (jap. 犬飼 学 Inukai Manabu)
- Togyuu Minagawa (jap. 皆川 土牛 Minagawa Togyuu)
- Yukichi Kumamoto (jap. 熊本 諭吉 Kumamoto Yukichi)

## Manga
Manga została napisana i zilustrowana przez Mikę Yamamori i wydawana w czasopiśmie Margaret wydawnictwa Shūeisha. Pierwszy rozdział pojawił się w tym czasopiśmie 20 maja 2011 roku. Ostatni rozdział pojawił się w tym magazynie w 2014 roku.
Seria została sprzedana w 1,93 miliona kopii papierowych oraz pół miliona kopii cyfrowych.
| Nr | Język japoński       | Język japoński         | Język polski         | Język polski           |
| Nr | Data wydania         | ISBN                   | Data wydania         | ISBN                   |
| -- | -------------------- | ---------------------- | -------------------- | ---------------------- |
| 1  | 25 października 2011 | ISBN 978-4-08-846708-5 | 8 kwietnia 2016      | ISBN 978-83-65229-75-5 |
| 2  | 24 lutego 2012       | ISBN 978-4-08-846744-3 | 21 czerwca 2016      | ISBN 978-83-65229-76-2 |
| 3  | 25 czerwca 2012      | ISBN 978-4-08-846786-3 | 22 sierpnia 2016     | ISBN 978-83-65229-77-9 |
| 4  | 25 października 2012 | ISBN 978-4-08-846843-3 | 21 października 2016 | ISBN 978-83-65229-78-6 |
| 5  | 25 lutego 2013       | ISBN 978-4-08-846888-4 | 15 grudnia 2016      | ISBN 978-83-65229-79-3 |
| 6  | 24 maja 2013         | ISBN 978-4-08-845042-1 | 21 lutego 2017       | ISBN 978-83-65229-80-9 |
| 7  | 25 września 2013     | ISBN 978-4-08-845095-7 | 21 kwietnia 2017     | ISBN 978-83-65229-81-6 |
| 8  | 25 grudnia 2013      | ISBN 978-4-08-845139-8 | 21 czerwca 2017      | ISBN 978-83-65229-82-3 |
| 9  | 25 marca 2014        | ISBN 978-4-08-845177-0 | 21 sierpnia 2017     | ISBN 978-83-65229-83-0 |
| 10 | 25 czerwca 2014      | ISBN 978-4-08-845224-1 | 20 października 2017 | ISBN 978-83-65229-84-7 |
| 11 | 24 października 2014 | ISBN 978-4-08-845281-4 | 14 grudnia 2017      | ISBN 978-83-65229-85-4 |
| 12 | 25 lutego 2015       | ISBN 978-4-08-845344-6 | 21 lutego 2018       | ISBN 978-83-65229-86-1 |

## Film live-action
19 września 2016 w czasopiśmie Margaret ogłoszono powstawanie adaptacji mangi w formie filmu live-action. Reżyserem filmu został Takehiko Shinjō, za scenariusz odpowiedzialna jest Naoko Adachi.
Premiera filmu odbyła się 24 marca 2017 w Japonii. Shohei Miura został obsadzony w roli Satsukiego Shishio, Mei Nagano w roli Suzume Yosano, a Alan Shirahama w roli Daikiego Mamury. Maika Yamamoto została obsadzona w roli Yuyuki Nekoty.
Film zarobił w Japonii ponad 9,4 miliona dolarów.